# 山形 (小惑星)
山形（やまがた、7039 Yamagata）は、メインベルトに位置する小惑星の一つ。山形県南陽市のアマチュア天文家大国富丸により発見された。

## 名称
発見者の住む山形県から命名された。
なお、同じく大国富丸が発見した別の小惑星に、山形市を由来とする小惑星 (10864) Yamagatashi がある。